# Близинський Віктор Миколайович
Віктор Миколайович Близинський (нар. 12 лютого 1924, Одеса, УРСР — пом. 10 квітня 2005, Одеса, УРСР) — радянський футболіст, один з найкращих воротарів в історії одеського футболу, кумир одеських уболівальників 40-х — початку 50-х років.
Закінчив автомеханічний технікум.

## Життєпис
Народився 12 лютого 1924 року в Одесі. Розпочинав грати в футбол в «дикій» збірній Молдаванки, а перші серйозні футбольні знання отримав в юнацькій команді «Снайпер» (завод «Кінап»). Перший тренер — Костянтин Федорович Кусинський.
Виступав за збірну Одеси.
У першості й кубках СРСР провів за «Харчовик» понад 100 матчів, з них не менше ніж в 25 зберіг ворота в недоторканності. У складі «Харчовик» чемпіон УРСР 1949 року.
Виступав також на аматорському рівні за одеські клуби «Спартак» та ОБО.
Після завершення ігрової кар'єри працював на ОДАЗ, заводі ім. А. Іванова (до 1989 року), в тому числі начальником цеху й заступником директора.
Нагороджений медалями «За доблесну працю», «100 років В. І. Леніна», «Ветеран праці».
У 2001 році включений до числа найкращих футболістів Одеси XX століття.
Помер 10 квітня 2005 року в Одесі.